# モア (アルバム)
『モア』（原題：Soundtrack from the Film More）は、イギリスのロック・バンド、ピンク・フロイドが1969年に発表したアルバムである。

## 概要
ピンク・フロイドは1969年初め、映画監督ジャン＝リュック＝ゴダールのスタッフだったバーベット・シュローダー初監督作品となる『モア』の音楽を担当。本作はそのサウンドトラックとして発表された。バンドは当時、映画音楽の制作に興味を持っており、これより前にはピーター・サイクス監督の映画『The Committee』（マンフレッド・マンのポール・ジョーンズが主演）に「ユージン、斧に気をつけろ」の原曲を含む数曲を提供したことがあった。
バンドは本作の制作に、既にコンサートで発表していた曲の一部を流用したこともあり、僅か8日間で終えた。プロデュースはバンド自身によるもので、これは、レコードデビューから僅か3作目でセルフ・プロデュースがレコード会社から許可されたことと相まって、レコード会社が抱えるプロデューサーによるアルバム制作が一般的であった当時の音楽シーンとしては異例であった。
本作は、全13曲のうちインストゥルメンタルは5曲で、後にバンドが発表するアルバムとは異なり、インストルメンタルよりもヴォーカルの比重が高くなっている。「グリーン・イズ・ザ・カラー」はデヴィッド・ギルモアが囁くように歌うフォーク調のナンバーで、ライブでは「ユージン、斧に気をつけろ」と続けて演奏された。「シンバライン」は中間部分でリック・ライトの「ターキッシュ・ディライト風」のキーボードソロがフューチャーされている。いずれもコンサートで1971年末まで欠かさず演奏されたライブのレパートリーとなった。
フロイドは本作の発表から3年後の1972年、再びシュローダーの映画の音楽を担当した。それが映画『ラ・ヴァレ』のサウンド・トラック『雲の影』である。

## 収録曲
サイド1
1. 「サイラス・マイナー」 - "Cirrus Minor" (ウォーターズ)
2. 「ナイルの歌」 - "The Nile Song" (ウォーターズ)
3. 「嘆きの歌」 - "Crying Song" (ウォーターズ)
4. 「アップ・ザ・キーバー」 - "Up The Khyber" (ライト、メイスン)
5. 「グリーン・イズ・ザ・カラー」 - "Green Is The Colour" (ウォーターズ)
6. 「シンバライン」 -  "Cymbaline" (ウォーターズ)
7. 「パーティの情景」 - "Party Sequence" (ウォーターズ、ライト、メイスン、ギルモア)

サイド2
1. 「『モア』の主題」 - "Main Theme" (ウォーターズ、ライト、メイスン、ギルモア)
2. 「イビザ・バー」 - "Ibiza Bar" (ウォーターズ、ライト、メイスン、ギルモア)
3. 「『モア』のブルース」 - "More Blues" (ウォーターズ、ライト、メイスン、ギルモア)
4. 「クイックシルヴァー」 - "Quicksilver" (ウォーターズ、ライト、メイスン、ギルモア)
5. 「スペイン風小曲」 - "A Spanish Piece" (ギルモア)
6. 「感動のテーマ」 - "Dramatic Theme" (ウォーターズ、ライト、メイスン、ギルモア)

## パーソネル
ピンク・フロイド
- デヴィッド・ギルモア (David Gilmour) - リード・ボーカル、ギター、パーカッション
- ロジャー・ウォーターズ (Roger Waters) - ベース、テープ・エフェクト、パーカッション
- リチャード・ライト (Richard Wright) - キーボード、ヴィブラフォン、バック・ボーカル
- ニック・メイスン (Nick Mason) - ドラム、パーカッション

追加パーソネル
- リンディ・メイスン (Lindy Mason) - ティン・ホイッスル
- ブライアン・ハンフリーズ (Brian Humphries) - エンジニア
- ヒプノシス (Hipgnosis) - スリーヴ・デザイン